# مارتین کیئگتب
مارتین کیئگتب (دانمارکی: Martin Kirketerp؛ زادهٔ ۱۳ ژوئیهٔ ۱۹۸۲) قایقران قایق بادبانی اهل دانمارک بود.